# Danza del drago

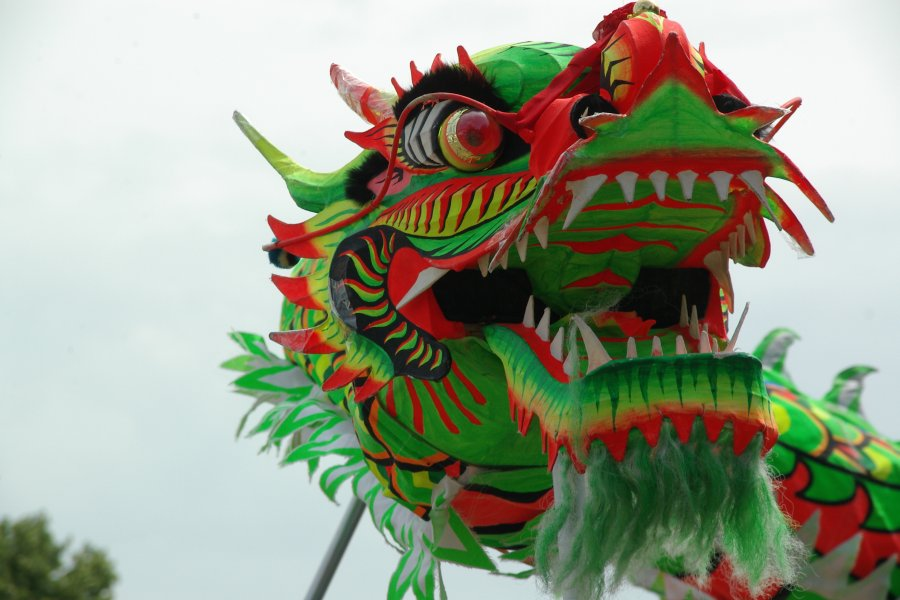
Danza del drago

La Danza del drago (cinese semplificato: 舞狮; cinese tradizionale: 舞龍; pinyin: wǔ shì) è una danza tradizionale cinese eseguita, insieme alla Danza del leone, soprattutto durante le celebrazioni di alcune festività. Diversi cinesi di etnia Han usano il termine discendenti del drago (龍的傳人 o 龙的传人, lóng de chuán rén) come simbolo di identità etnica, da una moda che ha avuto inizio negli anni settanta.
Durante la danza, un gruppo di persone porta il corpo del drago, rappresentazione del tradizionale drago cinese, su delle aste. Il corpo del drago può arrivare ad essere portato da 50 persone, che imitano i movimenti dello spirito delle acque in una maniera sinuosa ed ondulata. 
I movimenti dell'esibizione della danza sono tradizionalmente simbolo del ruolo storico del drago, che impersona la forza e la dignità. La danza del drago è tipica delle celebrazioni del Capodanno cinese, oltre che in Cina, anche nelle Chinatown di tutto il mondo.
Secondo la tradizione, i draghi sono portatori di buona sorte, riflesso delle loro qualità principali, oltre che di forza e dignità, anche di fertilità, saggezza e di fasto. L'apparizione di un drago è spaventosa e sfrontata, ma allo stesso tempo di disposizione benevola, qualità antitetiche che hanno portato l'animale fantastico ad essere associato all'autorità imperiale.

## Storia

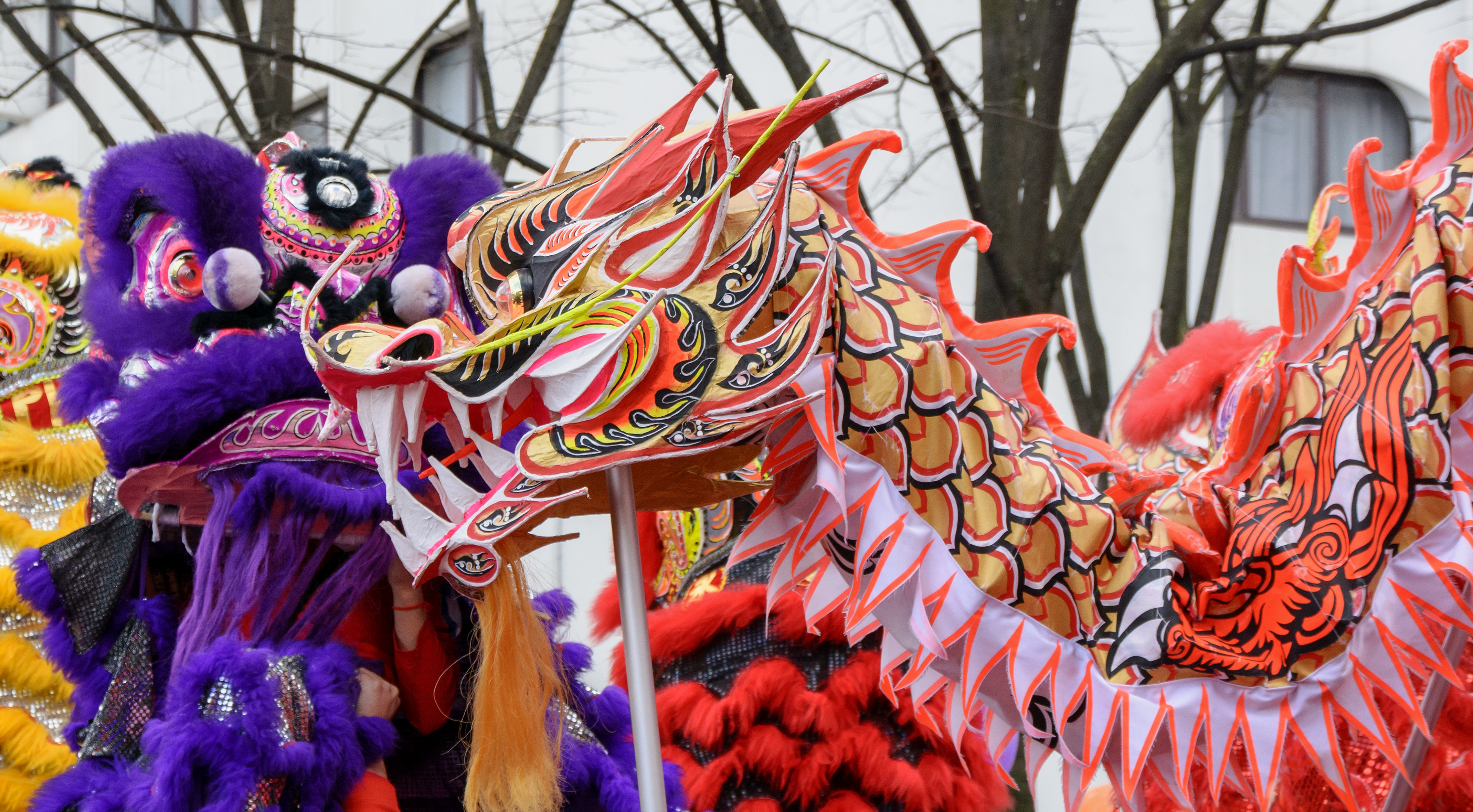
La danza del drago eseguita insieme alla danza del leone durante Capodanno cinese 2015 a Parigi

La Danza del drago ha avuto origine nella dinastia Han, grazie a quei cinesi che mostravano particolare rispetto e fede verso l'immagine del drago. Durante la dinastia Song, la danza era già un evento popolare ed un'attività praticata dal popolo durante le celebrazioni festive, così come la danza del leone.
Il drago cinese ha avuto origine come combinazione stilizzata di diversi animali realmente esistenti in natura, e si è poi evoluto in creatura mitologica venerata dal popolo. I tratti del drago uniscono le corna del cervo, le orecchie del toro, gli occhi del coniglio, le fauci della tigre e le squame del pesce, tutto portato insieme dal corpo del serpente. Vi era la credenza che il drago fosse un animale anfibio con l'abilità di camminare sulla terra, volare in aria e nuotare nel mare, divenendo governatore del tempo atmosferico nuvoloso e piovoso.
Il drago viene spesso appellato come "Sacro", a causa della sua immagine che incute gran rispetto. Gli imperatori della Cina antica consideravano sé stessi dei draghi, trasformando quindi l'animale nell'emblema dell'autorità imperiale. 
La danza del drago è ormai parte importante della cultura e della tradizione cinese, e si è diffusa internazionalmente grazie all'emigrazione del popolo cinese nel mondo. È diventata una componente delle arti performative cinesi, e simboleggia la buona sorte e la prosperità per l'anno a venire. Secondo la storia antica, durante il periodo delle primavere e degli autunni (春秋), la danza del drago veniva insegnata agli studenti di arti marziali come forma di incoraggiamento.
Durante la dinastia Qing, il corpo di ballo della provincia del Foochow fu invitata a Pechino per esibirsi nella danza del drago, ed ottenne fama nazionale grazie all'apprezzamento dell'imperatore.

## Esecuzione
La danza del drago viene eseguita da un corpo di ballo esperto (solitamente scuole di Kung Fu), la cui opera consiste nel portare in vita un corpo privo di movimento. L'animale viene rappresentato con il corpo di un serpente che viene tenuto in alto con delle aste, assemblato unendo delle sezioni cilindriche l'una all'altra ed attaccandovi all'inizio una testa ed alla fine una coda. Tradizionalmente i draghi venivano costruiti in legno, con cerchi di bamboo interni a delineare le sezioni cilindriche, e ricoperti di tessuti sfarzosi. Tuttavia, i draghi moderni sono costituiti di materiali più leggeri quali alluminio e plastica, che hanno rimpiazzato il legno.
I draghi possono variare in lunghezza dai 25 ai 35 metri per i modelli acrobatici, fino ai 50 o 70 metri per quelli più grandi da parata ed in stile cerimoniale. Secondo il mito, più lungo è il drago, più fortuna porterà alla popolazione. La stazza e la lunghezza del drago dipendono da diverse variabili, quali la disponibilità di numero dei danzatori ed il costo dei materiali. I draghi più lunghi arrivano ad avere anche 46 sezioni cilindriche, sebbene in media si aggirino tra le 9 e le 15 sezioni.
La lunghezza più comune del corpo del drago si aggira attorno ai 112 piedi (34 metri), ed è diviso in 9 sezioni principali. Vi sono poi intersezioni minori, a forma di costola, che distano circa 14 pollici l'una dall'altra, per un numero totale di 81 anelli che dividono il corpo dell'animale. Spesso il colore principale del corpo del drago è il verde, che simboleggia una prospera produzione agricola. Altri colori usati, tuttavia, sono il giallo che sta a significare l'impero solenne, l'oro o l'argento che indicano prosperità, il rosso dell'eccitazione. La coda e le squame sono per lo più in argento o glitter colorati, che creano allegri giochi di luce. Dopo ogni esibizione, il tessuto che ricopre il corpo del drago viene tolto e riverniciato.
Per realizzare una danza ben fatta, è molto importante la coordinazione nei movimenti e nel tempo dei danzatori che reggono le diverse sezioni del corpo del drago. Principalmente, è la testa del drago che deve essere coordinata al corpo, oltre a muoversi a tempo col tamburo che batte il ritmo della danza. Nei draghi da cerimonia o da parata, la testa può arrivare a pesare fino a 12 jin (un'unità di misura cinese, in questo caso equivalente a 14.4 kg o a quasi 32 libbre). La coda del drago deve essere perfettamente sincronizzata con i movimenti della testa, mentre la parte più importante per lo snodo del corpo è la quindicesima sezione, comunemente considerata quella centrale e soggetta a repentini cambiamenti di rotta.
Nelle esibizioni da competizione vigono severe regole, che riguardano soprattutto la composizione del corpo del drago e i movimenti della danza. Per lo più, i draghi da competizione sono costruiti per permettere ai danzatori di poterlo muovere con velocità ed agilità, e per compiere mosse spettacolari. La testa è più piccola e leggera, con un peso minimo ammesso di 3 kg, mentre il corpo è costruito in alluminio leggero tenuto da bastoncini, e la maggior parte dei cerchi che delimitano le sezioni sono costruiti in PVC sottile. Le esibizioni si svolgono in un tempo convenzionale di 8-10 minuti, ed il ritmo viene dato da un set di percussioni.
Una doppia danza del drago, raramente eseguita nelle esibizioni occidentali, comporta la partecipazione di due corpi di ballo che avvolgono i draghi l'un l'altro. Le esibizioni più rare sono quelle in cui si intrecciano nove troupe, per nove draghi in totale (il cui nome insieme è Kawlung), poiché il nove viene considerato il numero perfetto. Tale monumentale danza comporta la partecipazione di un gran numero di danzatori ed un costo oneroso, per questo viene eseguita solo se sponsorizzata da grandi organizzazioni.
I passi della danza del drago vengono studiati appositamente in base all'esperienza ed alle abilità dei danzatori. Alcuni passi hanno nomi quali "Caverna di nuvole", "Mulinello", passo del tai chi, "Scambio di denaro", "Ricerca della perla" (traslitterazione di una mossa chiamata "Drago che vomita la perla") e "Drago che circonda la colonna". In particolare, il movimento chiamato "Drago che insegue la perla" simboleggia la continua ricerca di saggezza da parte dell'animale mitologico.
Il classico movimento ondulato del drago viene ottenuto grazie al movimento coordinato in successione di ogni sezione cilindrica. Essendo questo il passo base, tutte le altre mosse vengono lasciate alla fantasia ed alla creatività di ogni corpo di ballo. In generale, i diversi passi vengono costituiti da spirali in corsa per fare in modo che il corpo del drago si giri e si intrecci su se stesso. Talvolta gli stessi danzatori saltano attraverso o sopra le sezioni del corpo del drago, aggiungendo effetti visuali acrobatici, oppure salgono l'uno sulle spalle dell'altro per aumentare l'altezza del corpo dell'animale.
Per fare parte di un corpo di ballo della danza del drago sono richieste diverse abilità, combinazione di allenamento sportivo e tecniche scenografiche tipiche delle troupe di arte performativa. L'azione spettacolare della danza è dovuta, più che alle abilità personali di ogni attore, alla cooperazione dell'intera squadra nella pratica di un movimento.